# Derek Pugh
Derek Charles Pugh (Londra, 8 febbraio 1926 – Londra, 2 maggio 2008) è stato un velocista britannico specializzato nei 400 metri piani.
Nel 1946 prese parte ai campionati europei di Oslo, conquistando la medaglia di bronzo nei 400 metri piani e quella d'argento nella staffetta 4×400 metri. Nel 1950 partecipò ai Giochi Olimpici di Londra, risultando eliminato ai quarti di finale nei 400 metri piani e nelle batterie di qualificazione nella staffetta 4×400 metri.
Nel 1950 conquistò due medaglie d'oro ai campionati europei di atletica leggera di Broxelles, nei 400 metri piani e nella staffetta 4×400 metri, facendo registrare il record dei campionati europei in entrambe le discipline. Nello stesso anno, vestendo la divisa dell'Inghilterra, si aggiudicò la medaglia d'argento nella staffetta 4×440 yarde, mentre nelle 440 yarde si classificò quarto.

## Palmarès
| Anno                 | Manifestazione                | Sede                 | Evento                | Risultato            | Prestazione          | Note                  |
| Per la Gran Bretagna | Per la Gran Bretagna          | Per la Gran Bretagna | Per la Gran Bretagna  | Per la Gran Bretagna | Per la Gran Bretagna | Per la Gran Bretagna  |
| -------------------- | ----------------------------- | -------------------- | --------------------- | -------------------- | -------------------- | --------------------- |
| 1946                 | Europei                       | Oslo                 | 400 metri piani       | Bronzo               | 48"9                 |                       |
| 1946                 | Europei                       | Oslo                 | Staffetta 4×400 metri | Argento              | 3'14"5               |                       |
| 1948                 | Giochi Olimpici               | Londra               | 400 metri piani       | Quarti di finale     | 48"8                 |                       |
| 1948                 | Giochi Olimpici               | Londra               | Staffetta 4×400 metri | Batteria             | 3'14"2               |                       |
| 1950                 | Europei                       | Bruxelles            | 400 metri piani       | Oro                  | 47"3                 | Record dei campionati |
| 1950                 | Europei                       | Bruxelles            | Staffetta 4×400 metri | Oro                  | 3'10"2               | Record dei campionati |
| Per l'Inghilterra    |                               |                      |                       |                      |                      |                       |
| 1950                 | Giochi dell'Impero Britannico | Auckland             | 440 yarde             | 4º                   |                      |                       |
| 1950                 | Giochi dell'Impero Britannico | Auckland             | Staffetta 4×440 yarde | Argento              | 3'19"3               |                       |